# Flugplatz Mengeringhausen

i7
i11
i13
Der Flugplatz Mengeringhausen (ICAO-Code: EDVG) ist ein Sonderlandeplatz in Nordhessen. Er liegt etwa zwei Kilometer westlich der Stadt Bad Arolsen. Zugelassen ist er für Segelflugzeuge, Motorsegler, Ultraleichtflugzeuge und Motorflugzeuge mit einem Höchstabfluggewicht von bis zu zwei Tonnen sowie für Helikopter mit einem Höchstabfluggewicht von bis zu 5,7 Tonnen.